# Heilig Hartbeeld (Erp)
Het Heilig Hartbeeld is een standbeeld in de Nederlandse plaats Erp, in de provincie Noord-Brabant.

## Achtergrond
Voor de Sint-Servatiuskerk in Erp maakte de beeldhouwer Wim Harzing een Heilig Hartbeeld dat in 1936 aan de voorzijde van de kerk werd geplaatst. 

## Beschrijving
Het kalkstenen beeld toont een staande Christusfiguur. Het lijkt op het voor Harzing karakteristieke ontwerp, in de zin dat de vorm nog gelijk is aan diens eerdere beelden: Christus wijst met zijn linkerhand naar het Heilig Hart op de borst, de opgeheven rechterhand, met afhangende mouw, wijst naar de hemel. Het beeld is echter veel vrijer  uitgevoerd. Christus heeft een open gezicht en diens houding en de val van het gewaad is natuurlijker. 
Het beeld staat op een eenvoudige getrapte sokkel, uitgevoerd in baksteen en natuursteen.